# Castiarina erasma
Castiarina erasma es una especie de escarabajo del género Castiarina, familia Buprestidae. Fue descrita científicamente por Carter en 1935.